# Paraneoptera
Paraneoptera é uma superordem monofilética que agrupa quatro ordens de insectos, os Psocoptera (insectos raspadores), Phthiraptera (piolhos), Thysanoptera (tripes) e Hemiptera (insectos sugadores). O aparelho bucal dos Paraneoptera reflecte a diversidade dos seus hábitos alimentares. Os grupos basais alimentam-se por raspagem de placas microbianas, enquanto os grupos mais avançados são sugadores de seiva ou de fluidos animais.

## Hemiptera
Hemiptera (/hɛˈmɪptərə/, hemípteros, por vezes Rhynchota) é uma ordem de insectos que inclui entre 50 000 e 80 000 espécies, sendo comum citar-se 67 500 espécies conhecidas, entre as quais alguns dos grupos mais comuns e conhecidos de insectos sugadores, entre os quais as cigarras, cigarrinhas, afídios e bichos-frade. As espécies incluídas neste agrupamento variam em tamanho de inferior a 1 mm a mais de 15 cm, tendo em comum uma estrutura bucal adaptada para perfurar e sugar seiva e alimentos liquefeitos. O grupo mais representativo e no qual se concentram as principais características definidoras é a subordem Heteroptera.

## Psocoptera
Psocoptera é uma ordem que agrupa cerca de 4 400 espécies de insectos raspadores repartidos por três subordens, Trogiomorpha, Troctomorpha e Psocomorpha. Estão estabelecidas 50 famílias com mais de 200 géneros. Esta é a primeira ordem de insectos que exibiu o início da transição para um aparelho bucal sugador, sendo considerado o grupo irmão dos Phthiraptera. Os membros deste taxon são encontrados entre a folhagem, sob o ritidoma de árvores e arbustos e na manta morta. A maioria das espécies alimenta-se micróbios por raspagem das superfícies, mas algumas espécies alimentam-se de insectos mortos ou de celulose, podendo por isso atacar livros e outros produtos de papel. Muitas espécies são gregárias e exibem comportamento de acasalamento elaborado.

## Phthiraptera

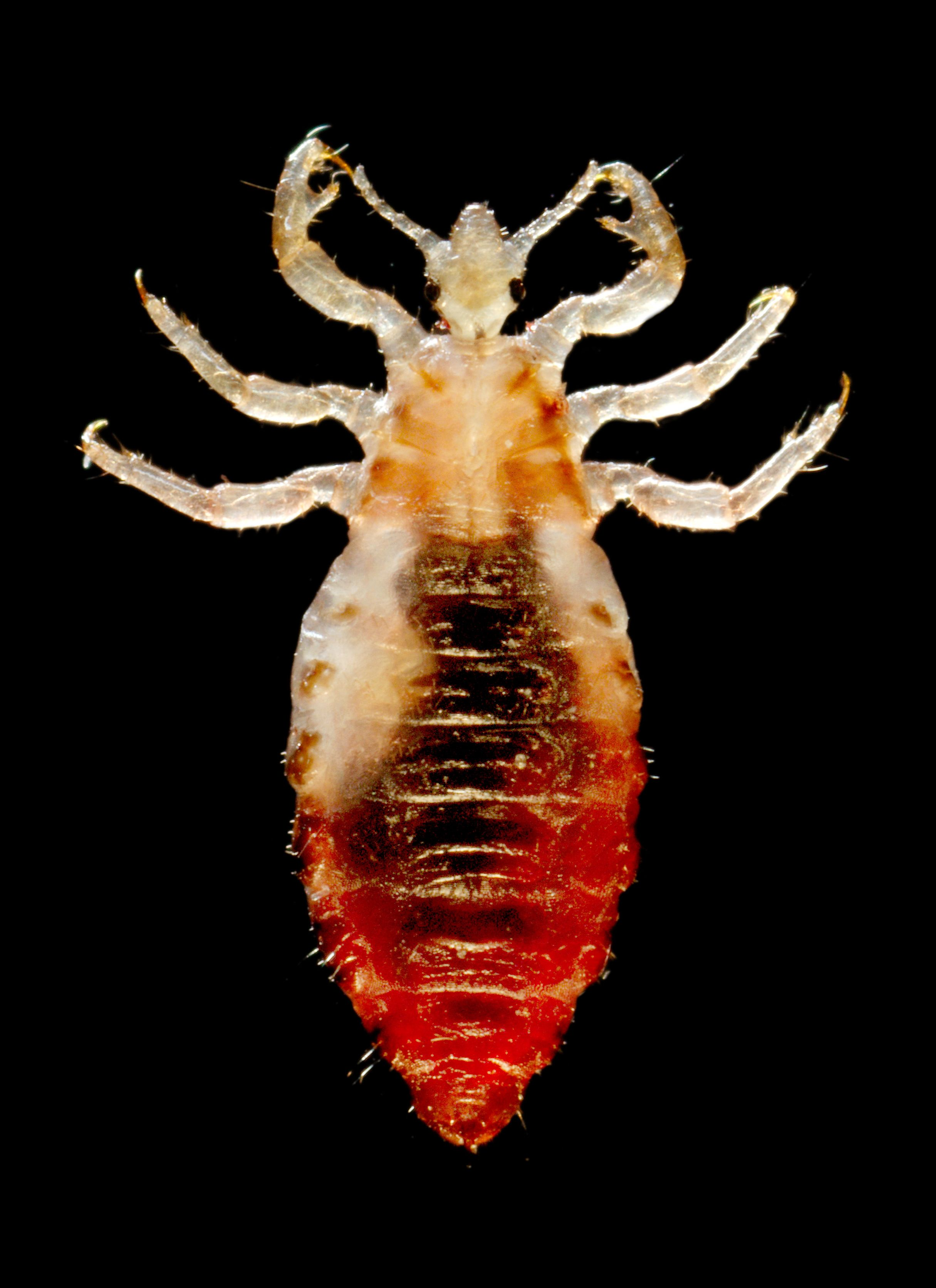
Pediculus humanus

Phthiraptera, o grupo que inclui os piolhos, contém cerca de 5 000 espécies validamente descritas divididas em quatro subordens. A subordem Amblycera é o agrupamento mais basal e parasita aves e mamíferos. A subordem Ischnocera é aquela que apresenta maior diversidade e parasita principalmente aves e alguns grupos específicos de mamíferos. A subordem Rhynchophthirina, os piolhos-de-elefante, consiste em apenas três espécies que parasitam elefantes e suínos selvagens em África. A subordem Anoplura (piolhos-sugadores) parasitam apenas mamíferos.
O corpo dos piolhos é achatado dorso-ventralmente e os olhos estão ausentes ou são apenas vestigiais ou pouco desenvolvidos. As pernas são fortes e adaptadas a agarrar fortemente o pêlo ou as penas do hospedeiro. Os Amblycera têm aparelho bucal mastigador, mas os Anoplura apresentam um aparelho bucal estritamente sugador com estiletes. Todas as espécies de piolhos são parasitas e podem parasitar todas as ordens de aves e a maioria das ordens de mamíferos. Os piolhos com capacidade masticatória alimentam-se de penas, pêlos e detritos da superfície da pele, enquanto os piolhos sugadores se alimentam exclusivamente de sangue. A maioria das espécies de piolho são parasitas que exigem hospedeiros específicos, atacando apenas algumas espécies, com os piolhos-sugadores sendo mais específicos que os restantes. Existe forte evidência de coevolução hospedeiro-parasita em alguns grupos.
Porque os piolhos não têm asas, a transferência entre hospedeiros geralmente envolve contacto directo durante o acasalamento, os cuidados com a ninhada e com os juvenis, a partilha dos locais de nidificação ou mesmo durante as interacções predador-presa. Os piolhos têm o ciclo de vida com o menor número de fases entre os insectos (ovo, três estágios larvais e adulto).

## Thysanoptera

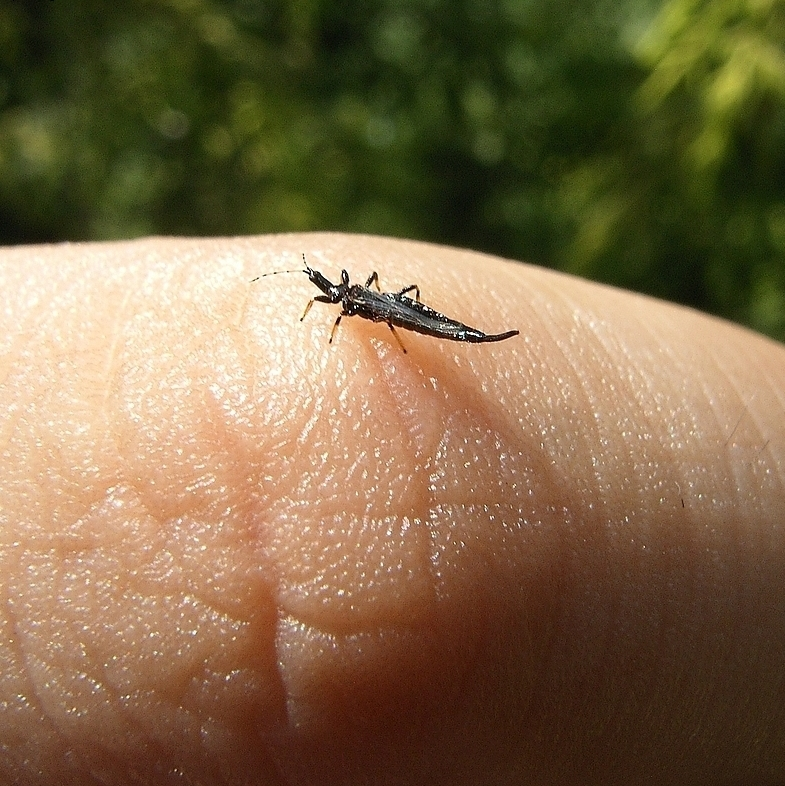
Ponticulothrips diospyrosi.

A ordem Thysanoptera inclui cerca de 5 500 espécies classificadas em duas subordens separadas pela morfologia do aparelho ovipositor: Terebrantia com um ovipositor cónico bem desenvolvido; Tubulifera com ovipositor primitivo e com o abdómen em forma de tubo. Estes insectos são vulgarmente designados colectivamente pelo nome comum de tripes.
A boca tem a forma de um cone assimétrico, constituído por estiletes de perfuração. Para melhor aderência ao substrato, os seus tarsos apresentam vesículas que podem ser infladas. As espécies pertencentes a ente grupo são comumente encontrados em flores. A maioria das espécies é fitófaga, alimentando-se de flores. Algumas espécies alimentam-se de fungos e apenas algumas poucas espécies são predadores.
O desenvolvimento dos tripes segue um padrão único. No grupo Terebrantia a fase de ovo é seguido por dois estágios larvais, um instar pré-pupa, um estádio de pupa e a fase adulta, sendo neste caso, os estágios de pré-pupa e pupa de repouso, com apenas asas rudimentares. No grupo Tubulifera há dois estádios pré-pupa e um estádio de pupa, sem rudimentos de asa na primeira fase "pré-pupa". O comportamento social varia entre solitária a eusocial com a divisão do trabalho reprodutivo.